# Sascha Paeth
Sascha Paeth (Wolfsburg, 9 settembre 1970) è un chitarrista, produttore discografico e tecnico del suono tedesco noto come chitarrista della band symphonic metal Avantasia.

## Biografia
È titolare di uno studio di registrazione in un'area agricola in Germania di nome "Gate Studios", che venne in principio utilizzato per le registrazioni con la sua band originaria, gli Heaven's Gate.
Sascha ha prodotto molti album assieme a Miro. Nel 2004 ha fondato l'opera metal band Aina, con la quale hanno collaborato come ospiti molti personaggi della scena heavy metal.
Dal 2008 è il chitarrista ufficiale degli Avantasia, sia live che in studio.

## Produzioni
- 1996 - Holy Land
- 1997 - Legendary Tales
- 1998 - Symphony of Enchanted Lands
- 1999 - The Fourth Legacy
- 2000 - Dawn of Victory
- 2000 - Holy Thunderforce
- 2001 - Karma
- 2001 - Rain of a Thousand Flames
- 2002 - Power of the Dragonflame
- 2003 - Epica
- 2004 - Giant Robot Spare Parts Vol. 1
- 2004 - Tales from the Emerald Sword Saga (Limited Edition)
- 2004 - Fables & Dreams
- 2004 - Hellfire Club
- 2005 - King Of Fools
- 2005 - Consign to Oblivion
- 2005 - Reason
- 2005 - Superheroes
- 2005 - The Black Halo
- 2005 - First Works
- 2005 - The Score (An Epic Journey)
- 2006 - Rocket Ride
- 2006 - The Edge of Infinity
- 2006 - Lost Horizons
- 2006 - Rocket Ride
- 2008 - The Scarecrow
- 2008 - Tinnitus Sanctus
- 2008 - Windows[1]
- 2010 - The Wicked Symphony
- 2010 - Angel of Babylon
- 2011 - The Flying Opera
- 2012 - Age of the Joker
- 2013 - The Mystery of Time

### Co-produzioni
- 1999 - Black Hand Inn
- 2004 - Symphony of Enchanted Lands II: The Dark Secret
- 2005 - The Magic of the Wizard's Dream

### Mixaggio
- 2000 - Holy Thunderforce
- 2002 - Power of the Dragonflame
- 2004 - Symphony of Enchanted Lands II: The Dark Secret
- 2004 - Fables & Dreams
- 2005 - First Works
- 2005 - Consign to Oblivion (Limited Edition)
- 2005 - Reason
- 2005 - The Magic of the Wizard's Dream
- 2006 - The Edgo of Infinity

### Apparizioni
- 1993 - Insanity and Genius
- 1996 - Holy Land
- 1997 - Legendary Tales
- 1998 - Fireworks
- 2002 - Power of the Dragonflame
- 2003 - The Phantom Agony (Limited Edition)
- 2004 - Giant Robot Spare Parts Vol. 1
- 2004 - RituAlive
- 2005 - Reason
- 2005 - Superheroes
- 2005 - The Black Halo
- 2006 - One Cold Winter's Night
- 2008 - The Scarecrow
- 2010 - The Wicked Symphony
- 2010 - Angel of Babylon
- 2011 - The Flying Opera
- 2013 - The Mystery of Time
- 2016 - Ghostlights